# ججال
ججال (به انگلیسی: Jijal) یک منطقهٔ مسکونی در پاکستان است که در خیبر پختونخوا واقع شده‌است.